# Aeroportul Westchester County
Aeroportul Westchester County (IATA: HPN, ICAO: KHPN, FAA LID: HPN) este un aeroport din New York, Statele Unite ale Americii ce deservește zona comitatul Westchester. Aeroportul a fost tranzitat în 2019 de 1.744.046 de pasageri. A fost numit după zona deservită.
Situat la o altitudine de 134 m, aeroportul dispune de 2 piste.

## Infrastructură

### Piste
Aeroportul dispune de 2 piste. Pista 11/29 are suprafața de asfalt și dimensiunile 4.451 picioare × 150 picioare. Pista 16/34 are suprafața de asfalt și dimensiunile 6.549 picioare × 150 picioare. 